# Proteoglycan

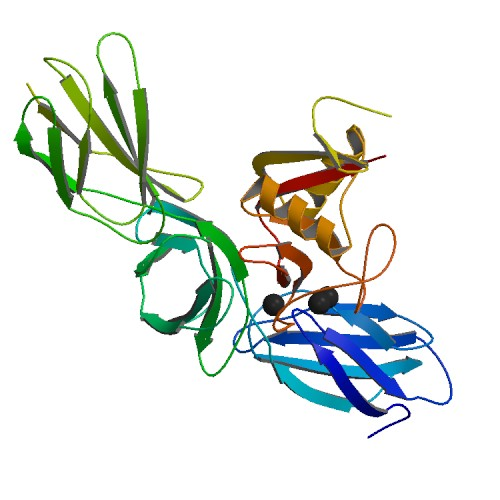
Aggrecan, proteoglycan chính trong sụn, có 2316 amino acid

Proteoglycan là protein được glycosyl hóa nặng. Đơn vị proteoglycan cơ bản bao gồm một "protein cốt lõi" liên kết với một hoặc nhiều chuỗi glycosaminoglycan (GAG) bằng liên kết cộng hóa trị. Điểm gắn kết là một chất serine (Ser) dư lượng mà glycosaminoglycan được kết hợp thông qua một cầu tetrasaccharide (ví dụ: chondroitin sulfate-GlcA-Gal-Gal-Xyl-PROTEIN). Phần dư Ser thường nằm trong dãy -Ser-Gly-X-Gly- (trong đó X có thể là bất kỳ dư lượng amino acid nhưng proline), mặc dù không phải tất cả các protein với chuỗi này đều có một glycosaminoglycan đi kèm. Các chuỗi dài, các polyme cacbohydrat tuyến tính được tích điện âm trong điều kiện sinh lý do sự xuất hiện của các nhóm axit sunfat và uronic. Proteoglycan gặp trong mô liên kết.

## Các loại
Proteoglycans được phân loại theo kích thước tương đối của chúng (lớn và nhỏ) và bản chất của chuỗi glycosaminoglycan của chúng.
Các loại bao gồm:
| Glycosaminoglycan                    | Proteoglycan nhỏ                     | Proteoglycan lớn                                                                   |
| ------------------------------------ | ------------------------------------ | ---------------------------------------------------------------------------------- |
| chondroitin sulfate/dermatan sulfate | decorin, 36 kDa biglycan, 38 kDa     | versican, 260-370 kDa, hiện diện trong nhiều mô người lớn bao gồm mạch máu và da   |
| heparan sulfate/chondroitin sulfate  | testican, 44 kDa                     | perlecan, 400-470 kDa                                                              |
| chondroitin sulfate                  | bikunin, 25 kDa                      | neurocan, 136 kDa aggrecan, 220 kDa, proteoglycan chính trong sụn brevican, 145kDa |
| keratan sulfate                      | fibromodulin, 42 kDa lumican, 38 kDa |                                                                                    |

Một số loại được coi là thành phần của "nhóm giàu proteoglycan nhỏ" (SLRP). Chúng bao gồm decorin, biglycan, fibromodulin và lumican.

## Chức năng
Proteoglycan là một thành phần chính của ma trận ngoại bào động vật, chất "phụ" tồn tại giữa các tế bào trong cơ thể. Ở đây chúng tạo thành các phức hợp lớn, cả với các proteoglycans khác, đến hyaluronan, và để tạo ra các protein ma trận, chẳng hạn như collagen. Sự kết hợp của proteoglycans và sụn collagen hình thành, một mô mạnh mẽ mà thường được hydrat hóa nhiều (chủ yếu là do các sulfat tích điện âm trong chuỗi glycosaminoglycan của proteoglycan). Chúng cũng tham gia vào các cation ràng buộc (như natri, kali và calci) và nước, và cũng điều chỉnh chuyển động của các phân tử thông qua ma trận. Bằng chứng cũng cho thấy chúng có thể ảnh hưởng đến hoạt động và tính ổn định của protein và các phân tử báo hiệu trong ma trận. Các chức năng riêng của proteoglycans có thể là do lõi protein hoặc chuỗi GAG kèm theo. Chúng cũng có thể phục vụ như là chất bôi trơn.

## Tổng hợp
Thành phần protein của proteoglycans được tổng hợp bởi ribosome và chuyển thành lumen của lưới nội chất hạt. Glycosyl hóa của proteoglycan xảy ra trong bộ máy Golgi trong nhiều bước enzym. Đầu tiên một tetrasaccharide liên kết đặc biệt được gắn vào một chuỗi serine bên trên protein cốt lõi để phục vụ như là một mồi cho sự tăng trưởng polysaccharide. Sau đó, đường được thêm vào cùng một lúc bởi glycosyl transferase. Các proteoglycan hoàn thành sau đó được xuất ra trong các túi tiết vào ma trận ngoại bào của mô.

## Ý nghĩa lâm sàng
Không có khả năng phá vỡ proteoglycan là đặc trưng của một nhóm bệnh di truyền, được gọi là mucopolysaccharidoses. Sự không hoạt động của các enzim tiêu thể đặc biệt làm suy giảm glycosaminoglycans dẫn đến sự tích tụ các proteoglycans trong tế bào. Điều này dẫn đến một loạt các triệu chứng bệnh, tùy thuộc vào loại proteoglycan mà không bị suy thoái.